# Саммер Сандерс
Саммер Сендерс (англ. Summer Sanders; нар. 13 жовтня 1972) — американська плавчиня.
Олімпійська чемпіонка 1992 року.
Чемпіонка світу з водних видів спорту 1991 року.
Переможниця Пантихоокеанського чемпіонату з плавання 1991 року, призерка 1989 року.